# Lachtan kalifornský
Lachtan kalifornský či lachtan tmavý (Zalophus californianus) je přímořský druh lachtana obývající Tichý oceán. Lachtani kalifornští jsou nepochybně nejhojnějšími ploutvonožci, kteří se mohou dobře přizpůsobit umělým podmínkám. Počet žijících zvířat je opravdu vysoký a jejich populace ročně stoupají o 5,0 %. Jsou to velice inteligentní zvířata a dospělé samce lze poměrně snadno přiučit nejrůznějším kouskům. To je hlavní důvod proč jsou častými a oblíbenými atrakcemi v cirkusech, zoologických zahradách nebo v mořských parcích; v US Navy jsou využíváni také v určitých armádních operacích.[zdroj?] Okolo 17. století se lachtan považoval za obojživelníka.[zdroj?]

## Popis
Samci lachtanů kalifornských dosahují hmotnosti 390 kg a délky asi 2,4 m. Samice jsou podstatně menší než samci. Dosahují hmotnosti 110 kg a délky 2 metrů.
Samce od samice můžeme poznat také díky kostěnému hřebenu na lebce, což na jednu stranu způsobuje, že má hlavu o něco větší. Samice jsou poměrně dost světlejší, než samci. Pokud mají srst suchou, má žlutohnědou či čokoládově hnědou barvu, pokud je mokrá, má tmavě hnědou či černou barvu. Mláďata jsou po narození tmavá, ale jejich srst je lesklejší. Rodičům se začne podobat asi po dvou měsících života.

## Lokalita rozšíření
Lachtan kalifornský obývá převážně vody u Kalifornie, odkud pochází i jeho název. Žije také v blízkosti Oregonu (Washington) a Britské Kolumbie směrem na sever, v Mexiku a na ostrovech Galapágy směrem na jih. Lachtani kalifornští žili dříve i v blízkosti Japonska, ale dnes jsou již na tomto území pravděpodobně vyhynutí.
Lachtan kalifornský je vysazen na Normandských ostrovech mimo jižní Kalifornii až po pobřeží Mexika. Významnější chovná místa jsou na San Miguelu a na ostrovech Svatého Mikuláše. Chovné populace naopak nežijí na vzdáleném severu ani v Britské Kolumbii.
Lachtan kalifornský dává přednost spíše písečným plážím na jižní části svého rozšíření. Při teplých dnech se lachtani kalifornští zdržují u okrajích vodních skalisek. V noci nebo při chladných dnech jsou lachtani kalifornští méně aktivní a zdržují se ve vnitrozemí nebo na přímořských svazích. Často se zdržují u přístavů nebo na navigačních bójích. Zdržování u těchto člověkem vyrobených věcí jim poskytuje pocit bezpečí před jejich hlavními predátory: kosatkami a bílými žraloky.

## Potrava

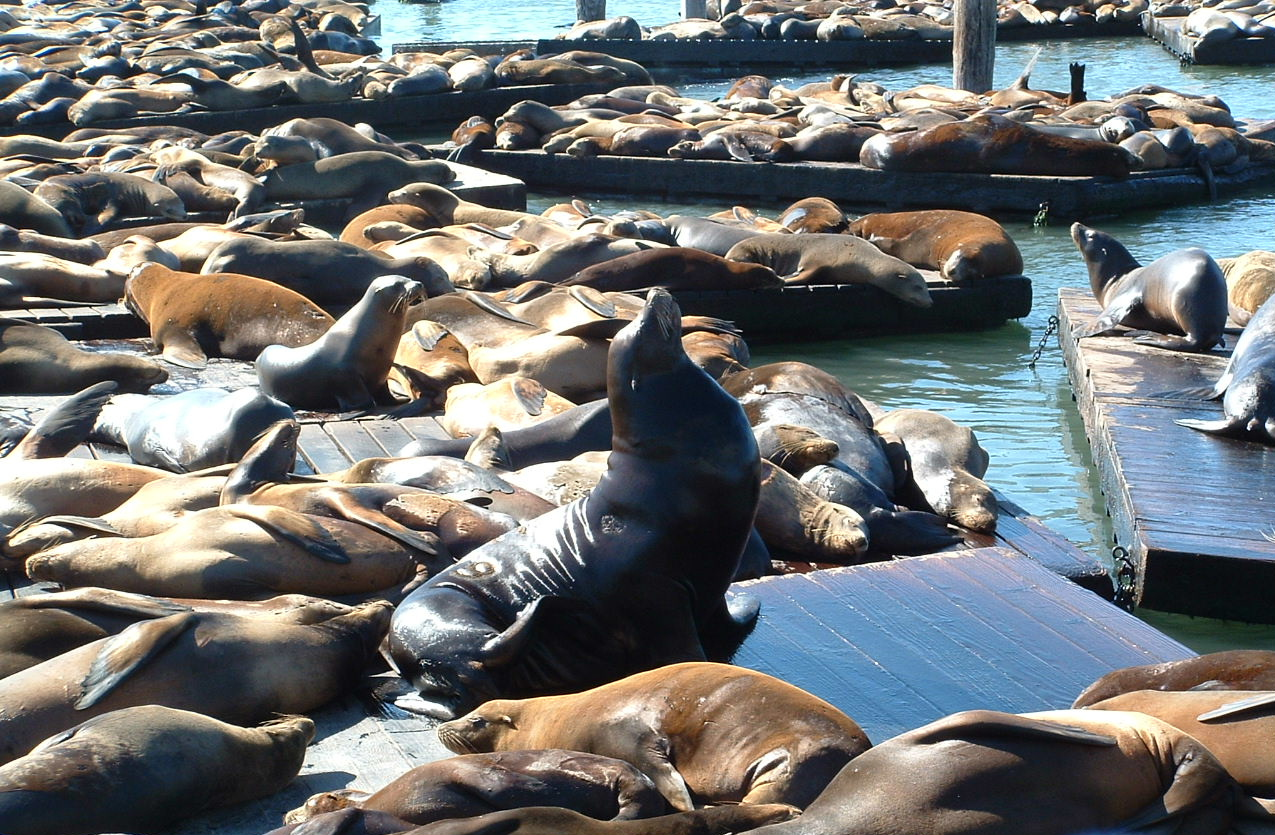

Jídelníček lachtana kalifornského je opravdu rozmanitý, nejčastěji však žere chobotnice a ryby. Lachtan kalifornský loví hned několik druhů ryb. Zvláště potom lososy, tichomořské tresky, sardinky nebo sledě. Lachtani kalifornští jsou velice dobří plavci a jen málokterou rybu nedohoní. Loví nejčastěji v blízkosti břehu u mořského dna. V zajetí se musí lachtani kalifornští krmit čerstvými rybami. Množství potravy u samce v zajetí závisí na jeho věku. Měl by však dostávat přibližně 4000 kg/rok, ale až od svých 10 let. U samic se zjistilo, že mají prudce zvýšený roční příjem potravy až do věku 3 let. Poté samice ve volné přírodě zkonzumují 1800 kg potravy na rok.
Lachtani kalifornští loví buď po jednotlivcích, nebo v malých skupinách, jejíž počet členů závisí na množství dostupné potravy. Při lovu často spolupracují s delfíny, žraloky a mořskými ptáky, kdy společně útočí na obrovská hejna ryb. Lachtani kalifornští, žijící u Washingtonského pobřeží často vyčkávají u řek, kde následovně loví nic netušící lososy. Často strategicky loví i pstruhy americké a bílé jesetery v Bonneville Dam a v dalších místech v Kolumbijské řece, Willamette River a v Puget Sound.
Dospělá samice se může za potravou vydat i několik desítek metrů od břehu a potopit do hloubky 31,1 až 98,2 m, maximálně a vzácně do hloubky 196 až 274 m. Plave průměrnou rychlostí 10,8 km/h. Dospělé samice tráví na souši 1,6-1,9 dnů a na moři přibližně 1,7-4,7 dnů.

## Způsob života a rozmnožování

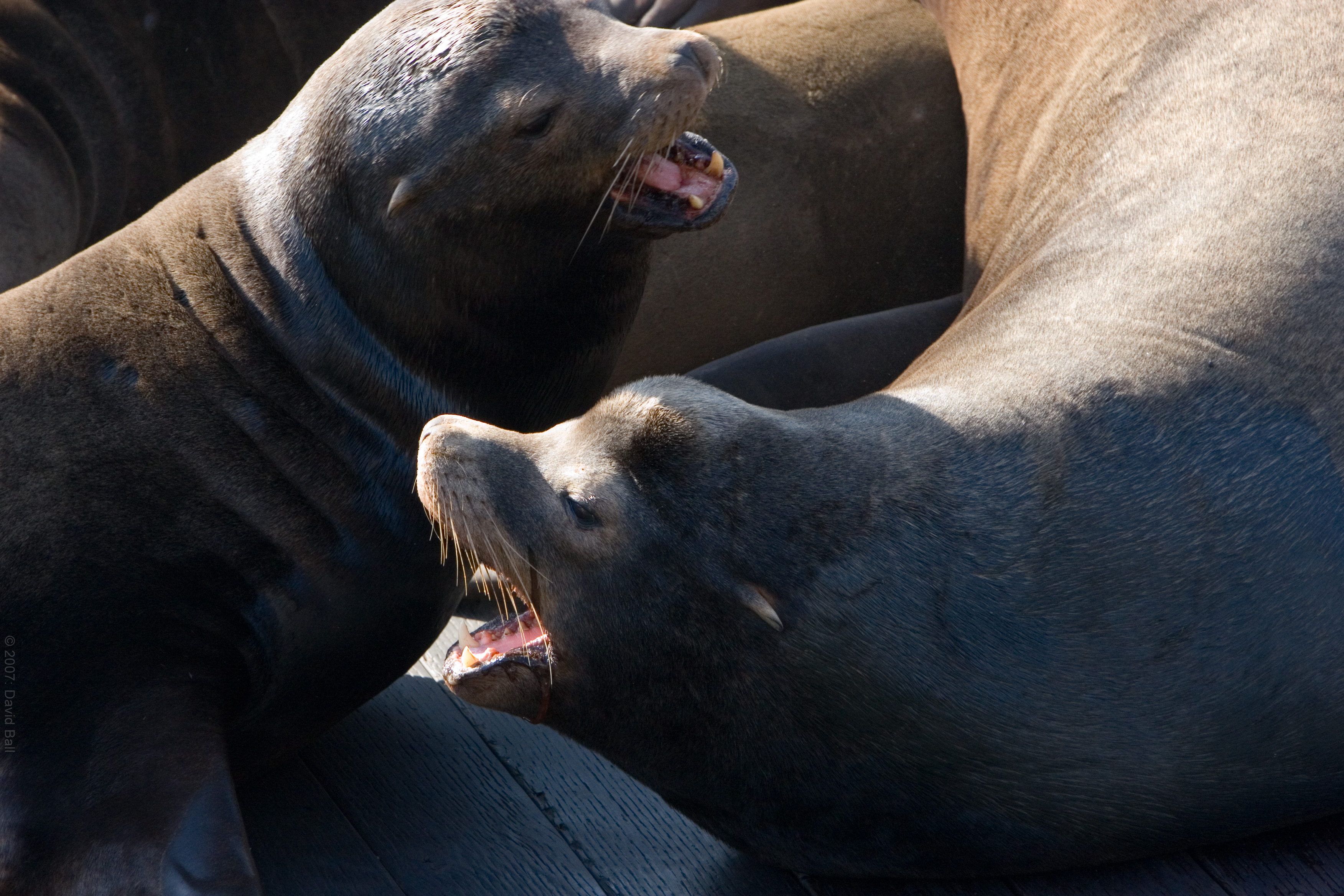

Lachtani kalifornští jsou vysoce sociálně založení a nejvíce porodů probíhá od května do června. Při obsazování teritoria se nejvíce samci předvádějí, vydávají mohutný štěkot a snaží se u svých soků vzbudit dostatečný respekt. V tomto období mají samci poměrně dost energie, uskladněné v podkožním tuku. Klíčovým faktorem je zde velikost, která napomáhá lachtanům kalifornským jak hlavně k vítězství, tak i k vzbuzení dostatečného respektu. Nejtěžší samec déle vyčkává, ale v bojích se prezentuje neobvyklou brutalitou.
Samec dokáže své teritorium pracně udržet nejčastěji asi 27 dní. Samec si musí své samice bedlivě hlídat, jelikož se mu snaží několik samců vždy nějakou samici odcizit. Nejsilnější napětí je však na souši do 21. dne, kdy samice začnou postupně rodit mláďata. Po tomto zuřivém období začínají pomalu bouřlivé boje přecházet jen do výhrůžek, předvádění, kroucení hlavou, funění a hlasitého štěkotu. Většinou získají nejsilnější samci kolem 16 samic na jednoho.

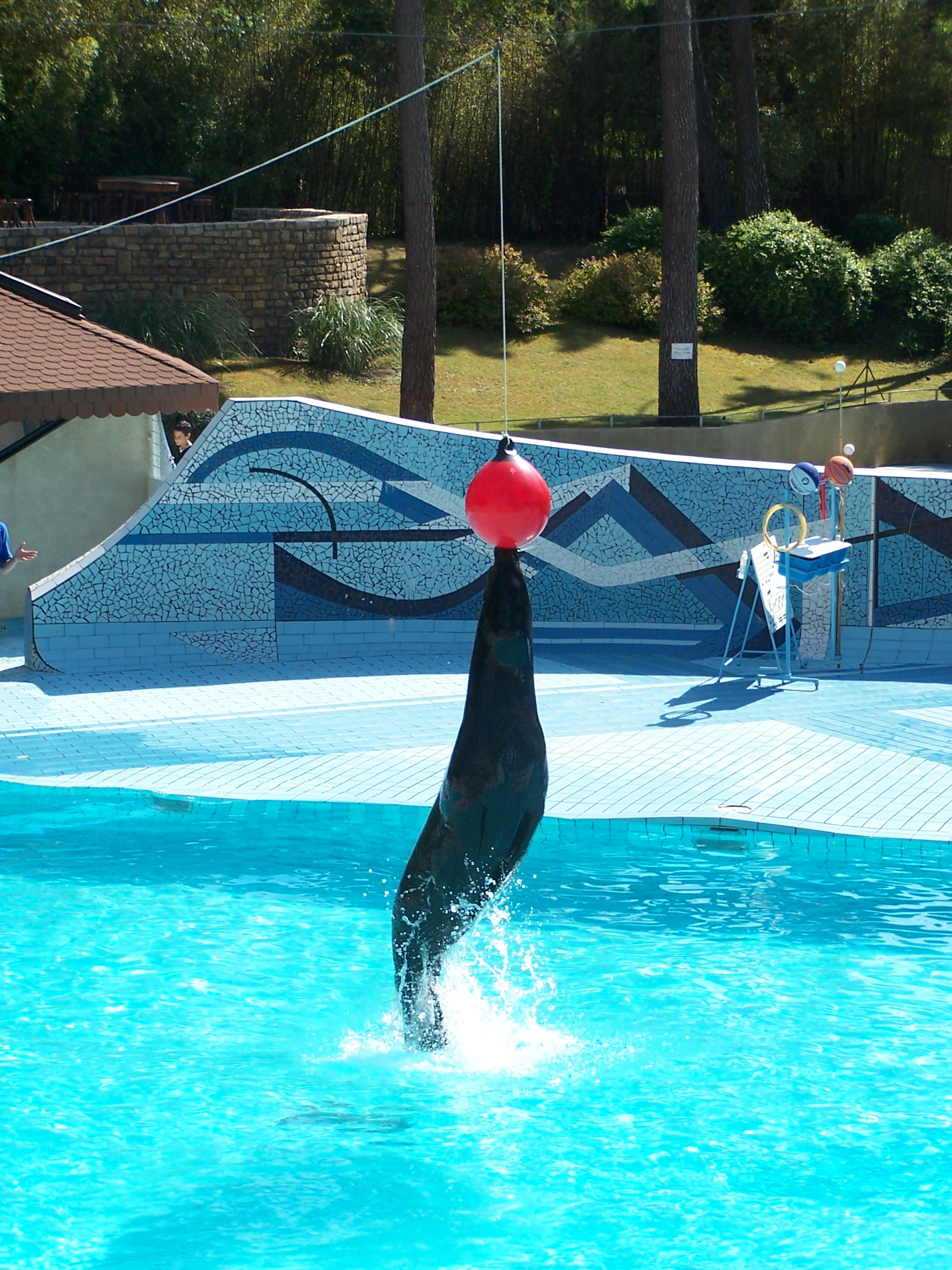
Lachtan kalifornský v Zoo de la Palmyre, Francie.

Březost trvá asi 12 měsíců. Samice porodí nejčastěji na souši, ale velkou výjimkou není ani porod v moři. Mláďata mají po narození oči otevřené a umí „zpívat“ spolu se svou matkou.
Mláďata kojí po dobu šesti měsíců a rychle sílí. Životně důležitý tuk do sebe dostávají právě z mateřského mléka, který jej obsahuje. Mateřské mléko lachtanů kalifornských však neobsahuje prospěšnou laktózu. Pravděpodobně po dvou měsících se malí lachtani učí plavat a začínají spolu se svou matkou lovit.
Po výchovném období se samice stahují do severních vod, kde tráví poměrně dlouhou dobu a nabírají nové síly. Nedospělá zvířata migrují na jih.

## Taxonomie
U lachtana kalifornského se v minulosti rozlišovali 3 poddruhy:
- Zalophus californianus californianus (lachtan kalifornský)
- Zalophus californianus wollebaeki (lachtan mořský).
- Zalophus californianus japonicus (lachtan japonský), který je nyní vyhynulý.

Na základě studie DNA z roku 2007 však bylo prokázáno, že se jedná o samostatné druhy.

## Lachtan kalifornský v českých zoo
V minulosti je chovala Zoo Ústí nad Labem, avšak poté, co v roce 2014 uhynul poslední jedinec, samec "Moritz", byl chov lachtanů ukončen. Byl chován v Zoo Praha, které v roce 1932 daroval prostředky na pořízení dvou jedinců (Hýta a Batul) herec a komik Vlasta Burian. Historicky chován v Zoo Brno a v Zoo Liberec.

## Galerie

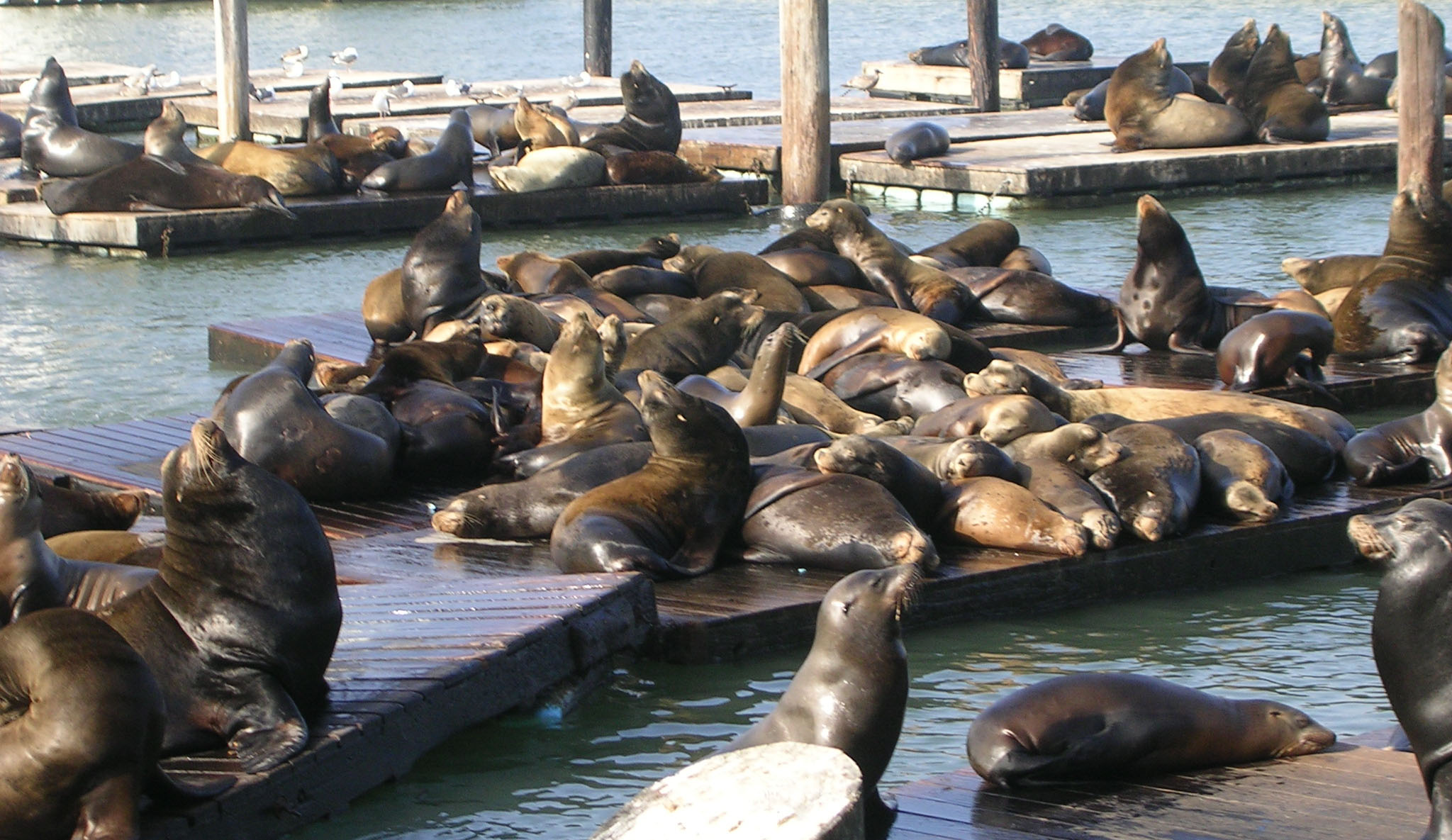
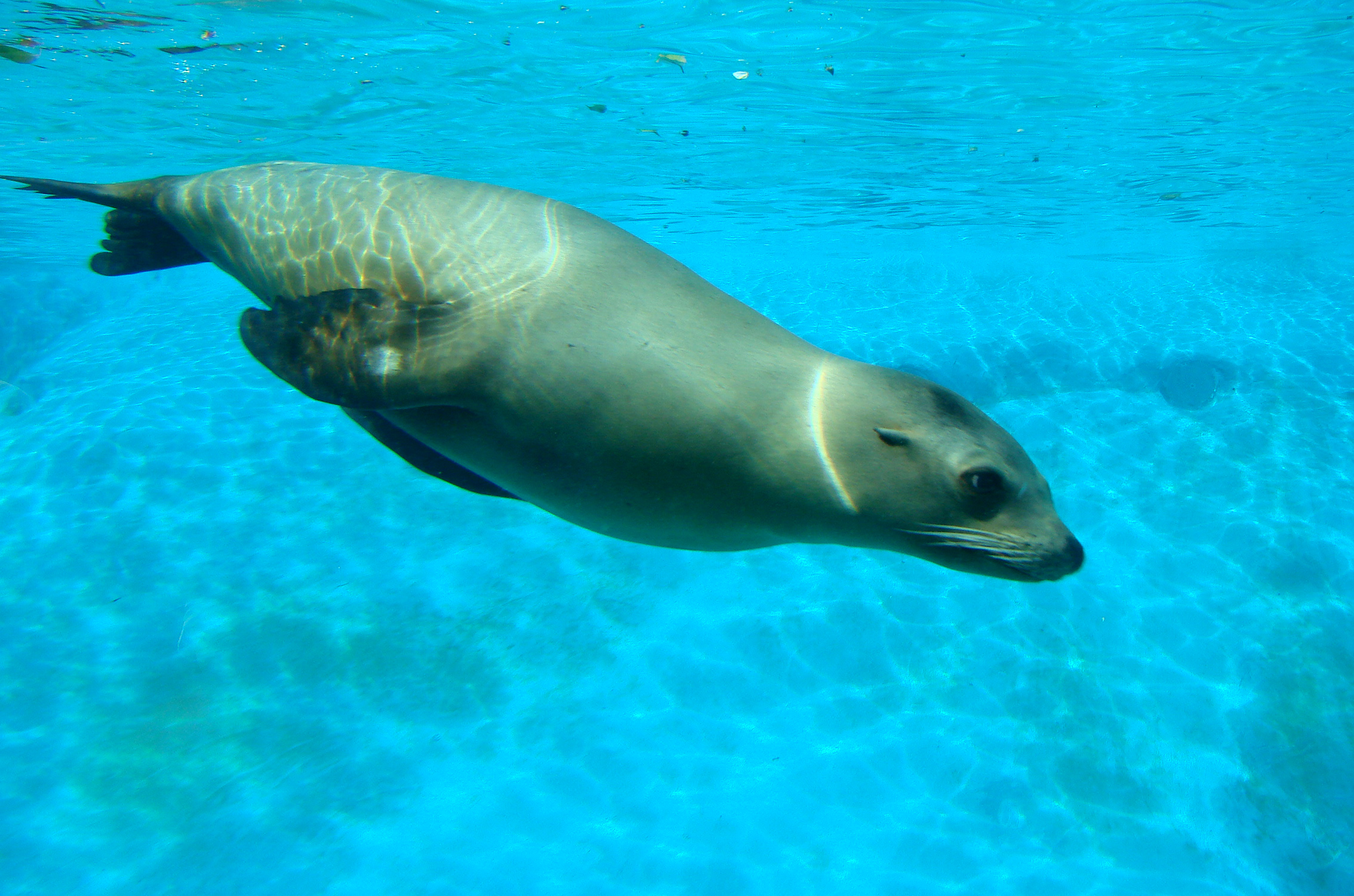
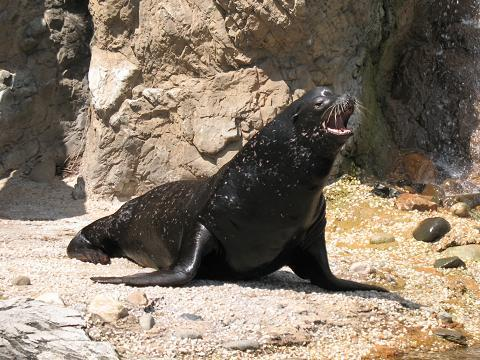
Lachtan kalifornský v Queens Zoo, New York
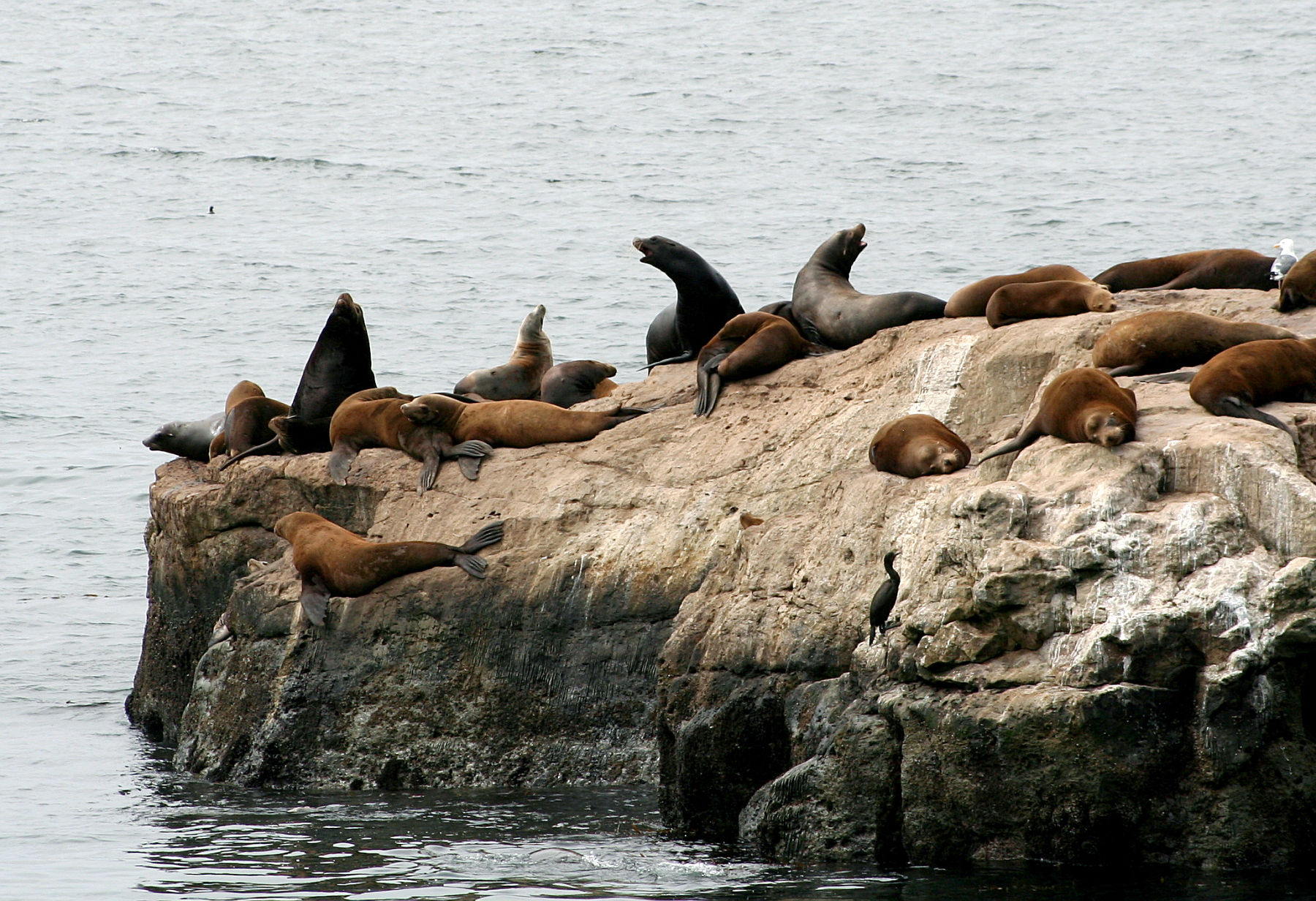
Santa Cruz, Kalifornie